# Лисяча бухта

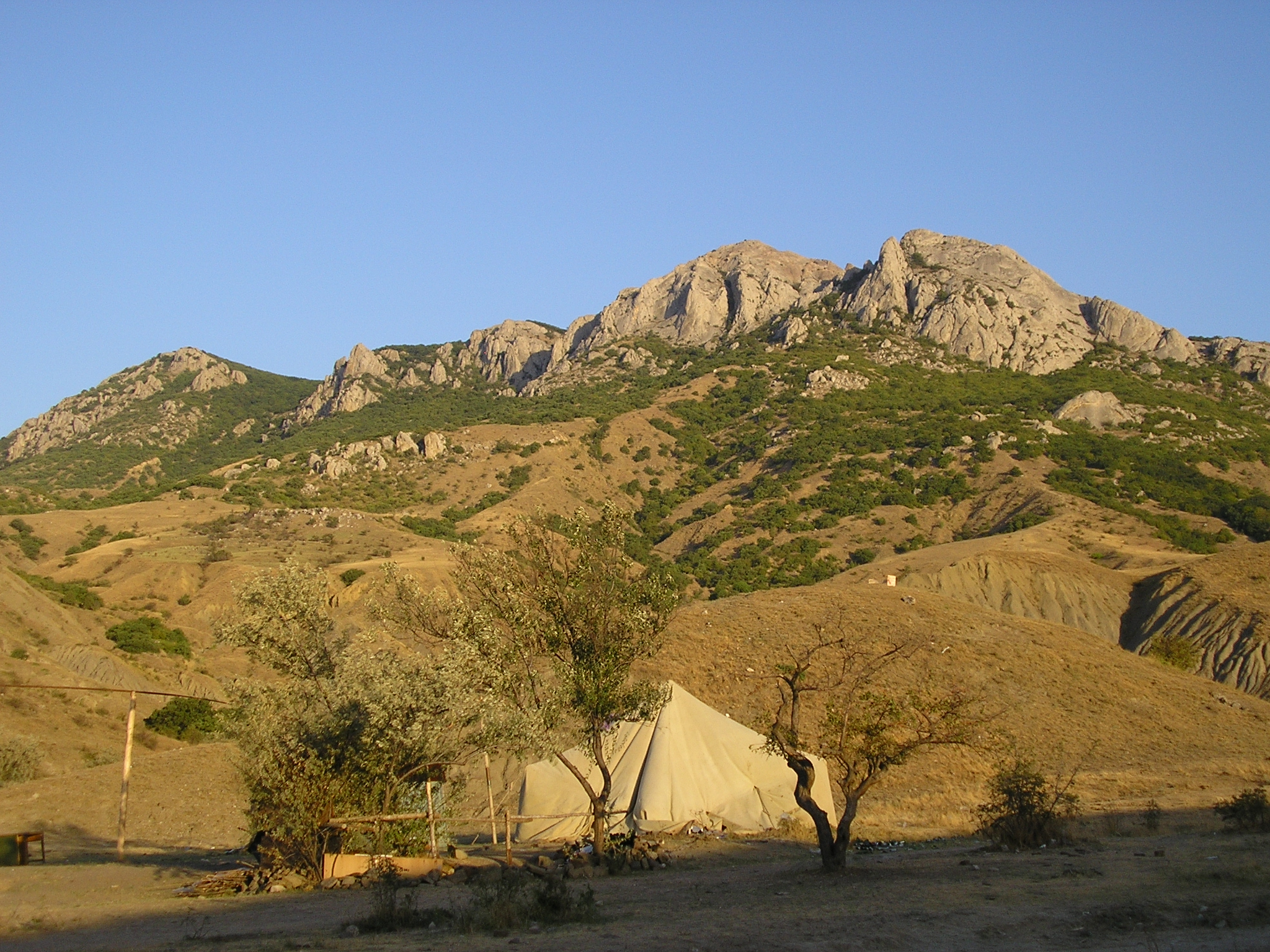
Вид на Ечки-Даг із Лисої Бухти

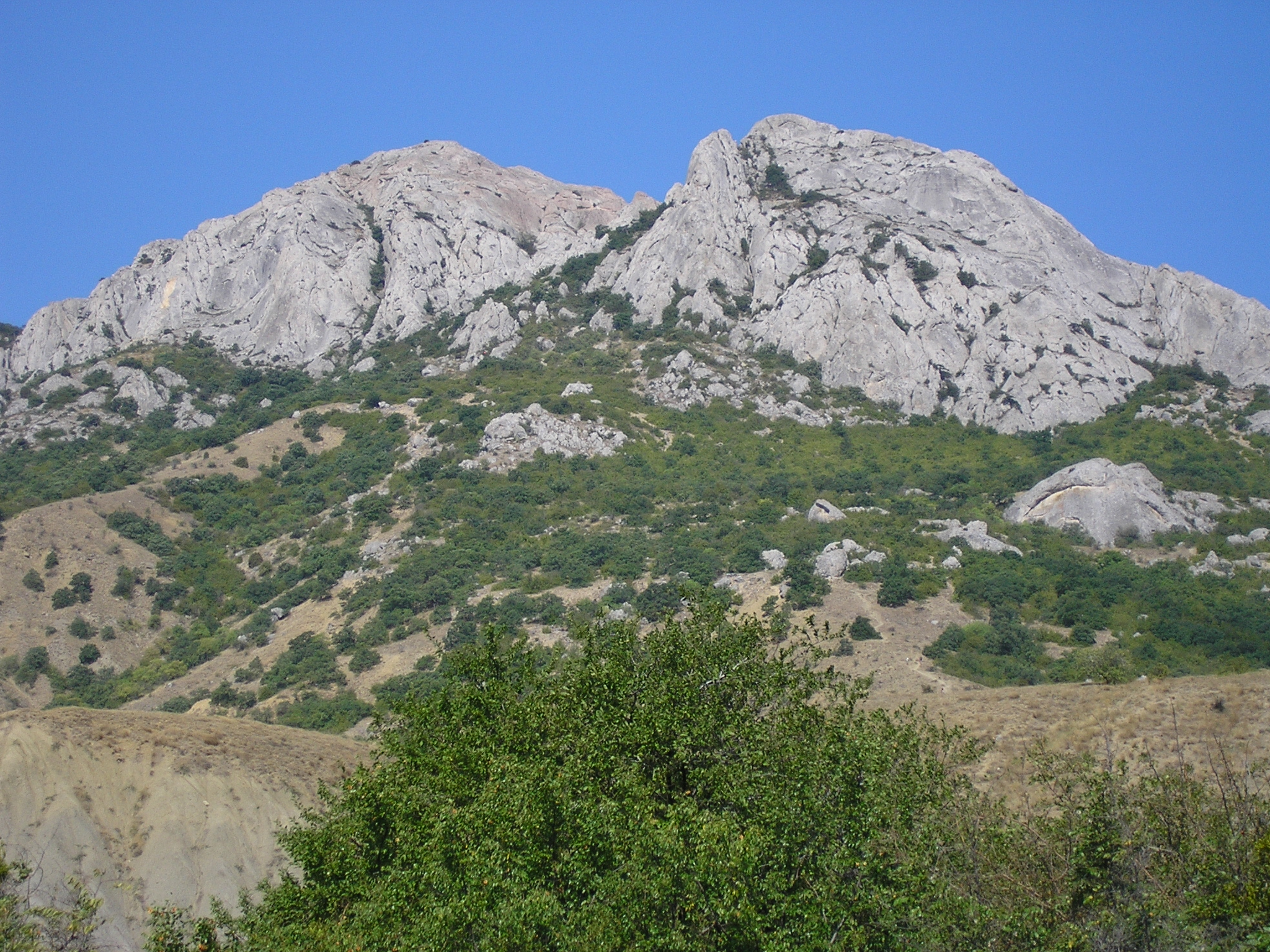
Гора Ечки-Даг

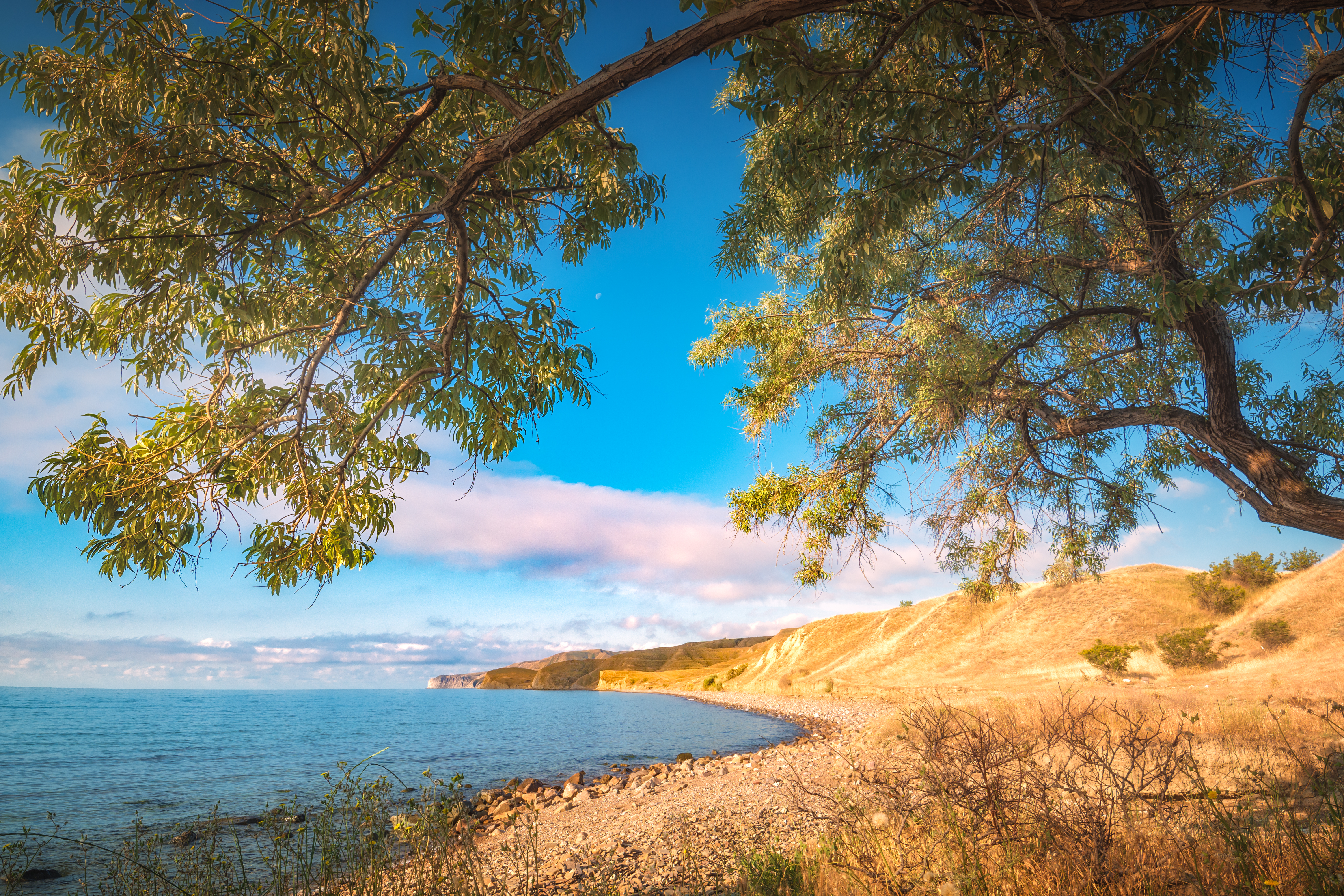
Уздовж Лисячої бухти

Ли́сяча бухта (Лиса бухта) — затока Чорного моря між гірськими масивами Кара-Даг та Меганом. Узбережжя Лисячої бухти між селищами Прибережне та Курортне малообжите і є відомим місцем відпочинку натуристів, хіпі та інших неформалів.

## Рельєф околиць
Довжина Лисячої бухти становить приблизно 4 — 5 кілометрів. На узбережжі бухти знаходиться гірський хребет Ечки-Даг, що в перекладі з кримськотатарського означає «козяча гора» (eçki — коза, dağ — гора). Ечки-Даг має дві вершини: Кокуш-Кая — «індича скеля» (крим. köküş — індик, крим. qaya — Скеля) — 570 метрів і Кара-Оба — «чорний пагорб» (крим. qara — чорний, крим. oba — пагорб) — 670 метрів. Гора Ечки-Даг — одна з найвищих в околицях.
Рельєф узбережжя Лисячої бухти — порізаний, перепади висот дуже значні, складають сотні метрів. Безліч плато, горбів і скель. У районі гори Ечки-Даг знаходяться два джерела («Верхнє джерело» і «Нижнє джерело»), знамените «Вухо Землі» (крим. Yerniñ Qulağı) — печера глибиною понад сто метрів. Крім цього, з особливостей Лисячої бухти можна відзначити її малоосвоєність: в околицях немає будівель, тільки намети, яких з кожним роком стає дедалі більше. Дороги тільки ґрунтові.
У літній час на узбережжі відкрито кілька переносних магазинів з небагатим вибором їжі, які утворюють невеликий ринок. У Лисячій бухті знаходиться один з найвідоміших пляжів нудистів на всьому Південному Березі Криму. В останні роки узбережжя з боку селища Курортне все більше забудовується «дикими» гаражами і елінгами.
У 2007 році Верховна Рада Автономної Республіки Крим прийняла постанову про оголошення Лисячої бухти з прилеглою природною територією і морською акваторією ландшафтним заказником місцевого значення «Лисяча бухта — Ечки-Даг».
Деякі спуски і стежки узбережжя Лисячої бухти дуже обривисті й небезпечні. Можлива пряма загроза життю при знаходженні в стані сп'яніння під час спусків і підйомів по спусках.
У Лисячій бухті знаходиться велика кількість сірої вулканічної глини (також звану як «кіл»), яку використовують для прийняття грязьових ванн.

## Етимологія назви
Існує припущення, що назва походить від морської лисиці. Але місцеві старожили запевняють, що раніше бухту називали «Лисою» через оголені берегові уступи, що піднімаються над нею.

## Фауна

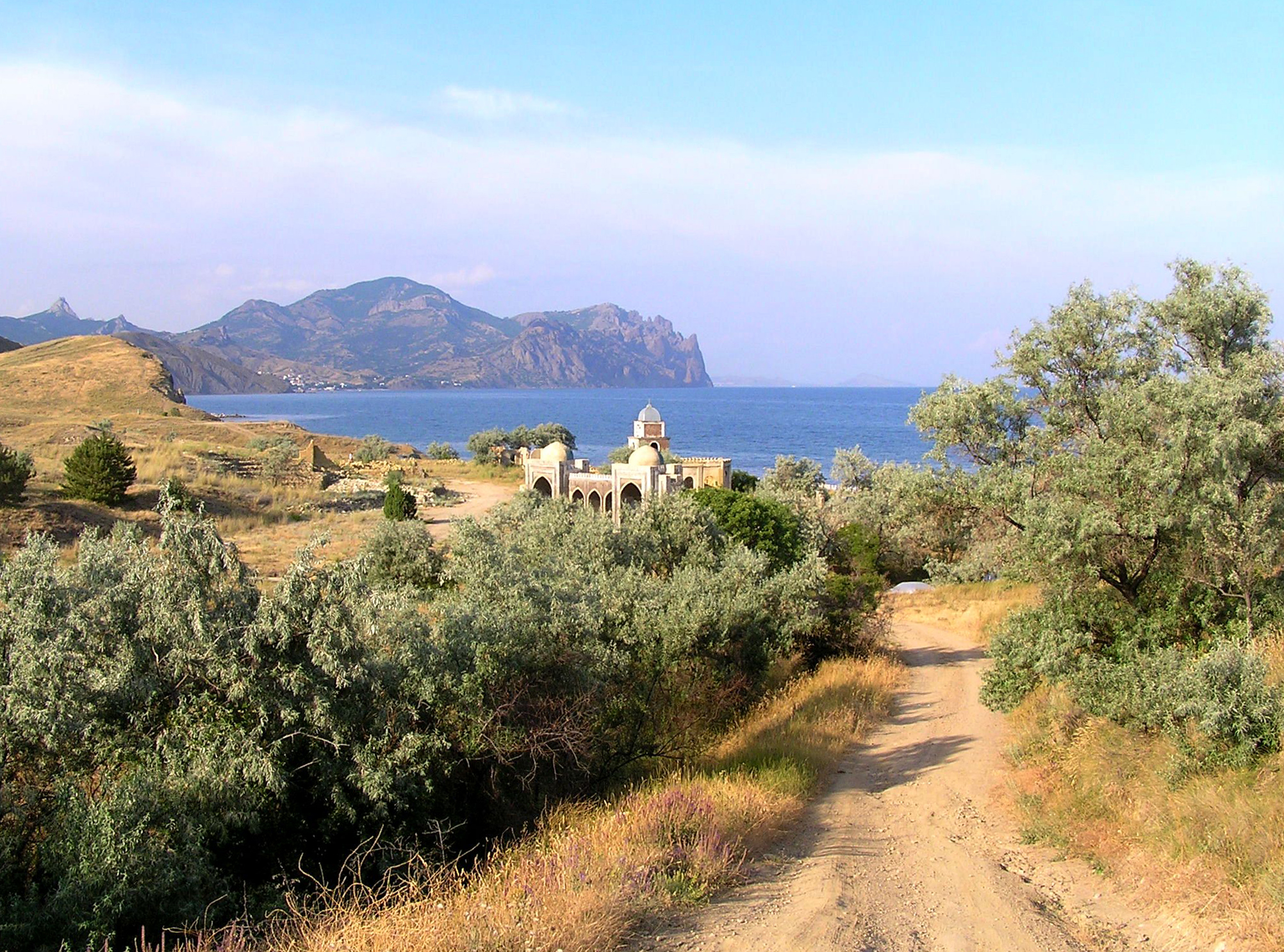
Лисяча бухта. Кіномістечко

Із живності можна відзначити наявність мідій на деяких каменях східного узбережжя, крабів та великої кількості мартинів.
В останні роки, як і практично скрізь у Чорному морі, на узбережжі розплодилися рапани, що винищують мідій і інших дрібних двостулкових молюсків. У Лисій бухті мешкають сколопендри, рідкісні види змій, безліч ящірок, з членистоногих: павуки (каракурти, тарантули), рідко — фаланги.
Також, біля узбережжя мешкає барабулька, морський язик, калкан, катран, горбань, скорпена, кефаль, бички, морський минь, ставрида, морський дракончик, на глибині більше 7-10 метрів — морська лисиця і скат-хвостокол.

## Флора
Рослинність узбережжя Лисячої Бухти небагата і представлена в основному невисокими деревами та кущами. У передгір'ях росте ефедра, каперси. На схилах гір інколи зустрічаються дубові гаї.

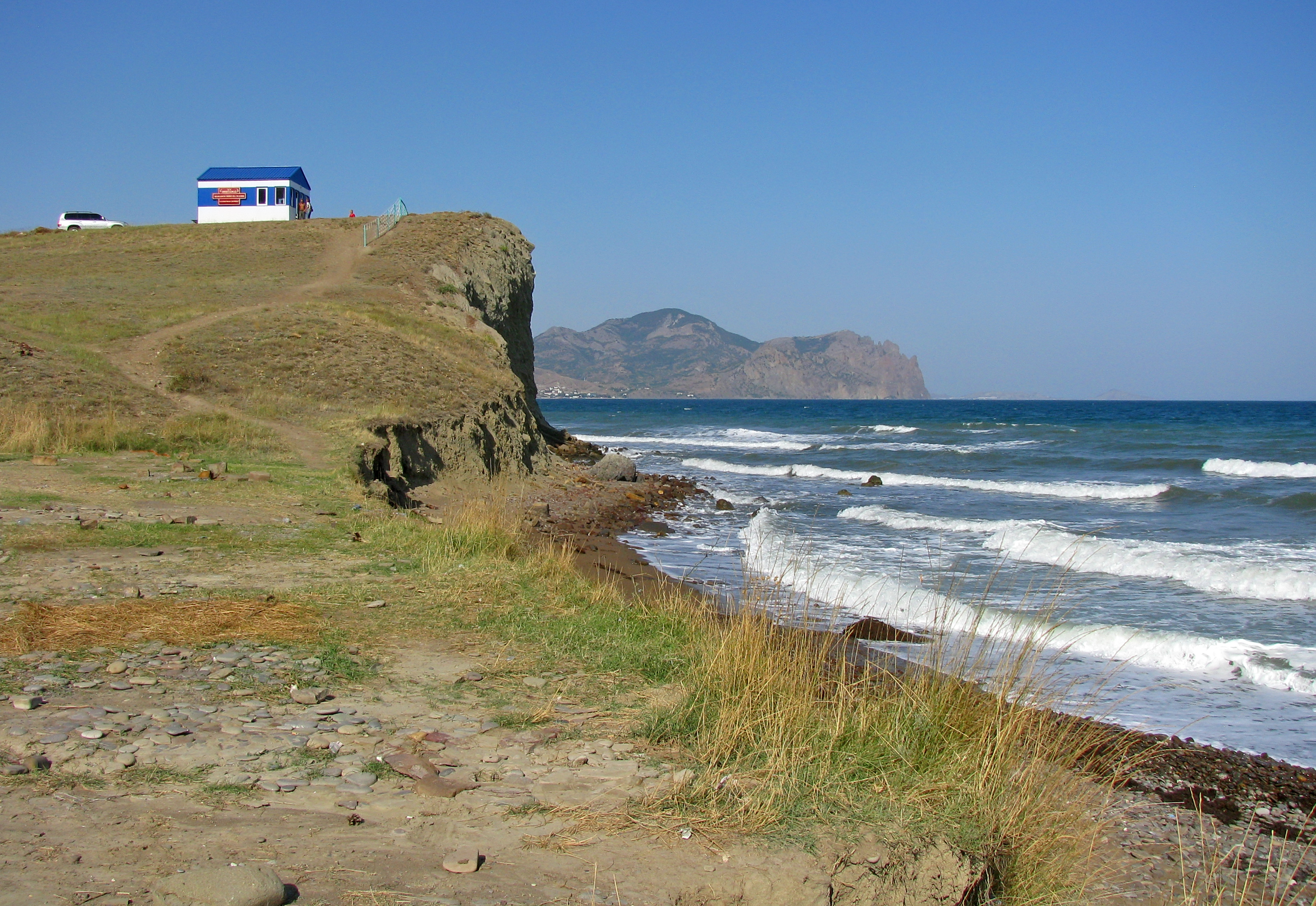
Лисяча бухта

## Статус Лисої Бухти
Рішенням Верховної Ради Криму № 659-5/07 від 21.11.2007 територія загальною площею 1560 га, розташована за межами населених пунктів Сонцедолинської сільської ради (м. Судак) і Щебетовської селищної ради (м. Феодосія), була оголошена ландшафтним заказником місцевого значення «Лиса бухта — Ечки-Даг». Це рішення перешкодило початку будівництва в Лисій Бухті будівельною компанією ТММ рекреаційного комплексу на 5000 місць, про що у компанії була домовленість з Феодосійською міськрадою та Щебетовською селищною радою.
Рішення Верховної Ради Криму № 970-5/08 від 17.09.2008 змінило статус ландшафтного заказника місцевого значення «Лиса бухта — Ечки-Даг» на менш суворий згідно із Законом України «Про природно-заповідний фонд» статус — регіональний ландшафтний парк. Чим, фактично, дозволила будівництво в Лисій Бухті, оскільки в регіональних ландшафтних парках допускається створення зон регулярної рекреації (туризм), стаціонарної рекреації (пансіонати, будинки відпочинку), а також господарських зон (з широким визначенням). Однак, будівництво рекреаційного комплексу розпочато не було — мабуть, через обвал восени 2008 року світової фінансової кризи.
Згідно з проектом рекреаційного комплексу, в Зеленці повинен бути побудований санаторій, в Шакалці — аквапарк. Незалежне дослідження ґрунтів регіону Санкт-Петербурзькими геологами на предмет літосферних зрушень, виявили неспроможність проекту забудови території Лисої Бухти.

## Документи, що визначають правовий статус Лисої Бухти
- Рішення Верховної Ради Криму № 659-5/07 від 21.11.2007 «Про оголошення ландшафтного заказника місцевого значення „Лиса бухта — Ечки-Даг“»
- Додаток до рішення Верховної Ради Криму № 659-5/07 від 21.11.2007
- Рішення Верховної Ради Криму № 404-5/07 від 22.03.2007 «Про встановлення меж смт Щебетівка та смт Курортне Щебетовської селищної ради (м. Феодосія) Автономної Республіки Крим»
- Рішення Верховної Ради Криму № 620-5/07 від 24.10.2007 «Про скасування Рішення Верховної Ради Автономної Республіки Крим від 22.03.2007 року № 404-5/07 „Про встановлення меж смт Щебетівка та смт Курортне Щебетовської селищної ради (м. Феодосія) Автономної Республіки Крим“»
- Рішення Верховної Ради Криму № 970-5/08 від 17.09.2008 «Про створення регіонального ландшафтного парку „Лиса бухта — Ечки-Даг“ в Автономній Республіці Крим та скасування Рішення Верховної Ради Автономної Республіки Крим від 24.10.2007 року № 620-5/07» [Архівовано 25 листопада 2015 у Wayback Machine.]
- Додаток до рішення Верховної Ради Криму № 970-5/08 від 17.09.2008 [Архівовано 25 листопада 2015 у Wayback Machine.]